# Vincenzo Cuoco
Vincenzo Cuoco (1 d'octubre 1770 a 14 de desembre 1823) va ser un escriptor, advocat, polític i economista italià. Se'l recorda sobretot pel seu Saggio Storico sulla Rivoluzione napolitana del 1799 ("Assaig històric sobre la Revolució napolitana de 1799").

## Biografia

### Primers anys
Vincenzo Cuoco va néixer en una família de classe mitjana a la ciutat de Civitacampomarano, prop de Campobasso, a la regió de Molise d'Itàlia central. El seu pare era Miguel Ángel Cuoco, advocat i economista, mentre que la seva mare era Colomba de Marinis. Va estudiar a la seva ciutat natal sota Francesco Maria Pepe, després es va traslladar a Nàpols el 1787 per estudiar la jurisprudència i esdevenir advocat, però en el seu lloc es va sentir atret per l'economia, la filosofia, la història i la política. A Nàpols va tenir l'oportunitat de conèixer alguns dels destacats intel·lectuals del sud d'Itàlia, incloent Giuseppe Maria Galanti, que en una carta al pare de Vincenzo descriure el jove com Capace, di Molta abilità i di molto talent (" capaç, de gran habilitat i un gran talent "), encara trascurato (" descuidat ") i indolent (" mandrós "); Galanti probablement no estava del tot satisfet amb la col·laboració de Vincenzo a Descrizione Geogràfica i Política delle Sicilie. Durant els seus estudis, Cuoco va ser profundament influenciat pels escriptors de la Il·lustració des del sud d'Itàlia (Genovesi, Galiani, i per descomptat Galanti) i França (Montesquieu, Rousseau), així com pels escriptors anteriors, especialment Giambattista Vico i Nicolau Maquiavel.

### Revolució i exili
Quan la revolució napolitana va esclatar el gener de 1799, Vincenzo Cuoco va donar suport fermament al nou govern republicà instal·lat al lloc de la monarquia de Ferran I de les Dues Sicílies; es va convertir en secretari d'Ignazio Gonfalonieri i va ser l'encarregat de l'organització del Departament Volturno. Després del restabliment de la monarquia el juny de 1799, Cuoco va ser empresonat per uns mesos, les seves pertinences confiscades, i després es va veure obligat a exiliar-se. Es va refugiar primer a París i després a Milà, on va publicar la seva principal obra (" Saggio Storico sulla Rivoluzione napolitana del 1799 ").
Va acceptar càrrecs a la Repubblica Cisalpina i la Repubblica Italiana, sobretot el treball d'editor executiu de la revista " Giornale Italià " durant el període 1804-1806. Els seus articles en el Giornale esperonar els italians cap al canvi en l'ètica, la societat, la política i l'economia, per tal de fer- dignes de la independència nacional. Durant aquest període, ell també va escriure la seva novel·la epistolar " Platone a Itàlia", publicat en 1806).

### Tornada a Nàpols
En 1806 Vincenzo Cuoco va tornar a Nàpols, com Ferran I de les Dues Sicilias havia estat deposat en favor de José Bonaparte (germà gran de Napoleó). Se li va donar importants responsabilitats en l'administració pública, primer com Consigliere di Cassazione (conseller del Tribunal Suprem), i després com Direttore del Tresor (director d'Hisenda); es va distingir com un dels consellers més importants del govern de Joaquín Murat. Va escriure per a la revista monitore delle Due Sicilie (" Monitor de les Dues Sicilias "), i va fundar el Giornale delle Costituzionale causa Sicilie (" Diari Constitucional de les Dues Sicilias "). En 1809, Cuoco també va redactar un Progetto per l'Ordinamento della pubblica Istruzione nel Regno di Napoli " (" Projecte d'Ordenació de l'Educació Pública al Regne de Nàpols "), en la qual va exposar la seva visió de l'educació pública com una eina indispensable cap a la formació d'una consciència nacional comuna en les persones. El 1808 va ser president de l'Accademia Pontaniana.
En 1810 va ser nomenat Cap de la Diputació Foral de Molise i, el 1812, va escriure el Viaggio in Molise (" Viatge a través del Molise ") sobre la seva regió natal. En 1815, després que Fernando estava restablert en el tron després de la batalla de Tolentino, Cuoco va retirar de la política.

### La malaltia i la mort
Després del seu retir, Cuoco va començar a mostrar signes preocupants d'inestabilitat mental. Segons els informes, va destruir alguns dels seus escrits, tenia freqüents avaries, i es va convertir cada vegada més apàtics i retrets de la vida social. No hi ha pistes sobre la causa exacta d'aquests símptomes; però qualsevol que sigui la malaltia era, ell va morir de la mateixa a Nàpols en 1823.

## Influència
El pensament de Cuoco va tenir una important influència a la de Bertrando Spaventa, Silvio Spaventa i, posteriorment, Antonio Gramsci.

## Obres
- Lettere 1 Vincenzo Russo (" Cartes a Vincenzo Russo ") - Escrit en el 1799 napolità República, les cartes de comentaris sobre la Constitució que s'està escrivint per a la naixent República i el campió de la devolució.
- Saggio Storico sulla Rivoluzione napolitana del 1799 (" Assaig històric sobre la Revolució napolitana de 1799 ") - Publicat a 1801 a Milà, on va ser exiliat Cuoco, és una crítica apassionada de la revolució republicana de curta durada, que Cuoco identificada com destinada al fracàs (a causa que es va dur a terme per una elit de revolucionaris separats de la gent comuna), però digne de lloança (perquè va tractar d'alliberar al poble i ho va pagar amb el sacrifici heroic de la vida dels revolucionaris un cop restablerta la monarquia). Cuoco escriure una segona edició que es va publicar en 1806 i segueix sent el compte estàndard per al dia d'avui.
- Platone a Itàlia (" Plató a Itàlia") - Publicat a 1806 a Milà, es tracta d'una novel·la epistolar en què Cuoco imagina una antiga civilització que va florir al sud d'Itàlia abans de la colonització grega i anhela un renaixement espiritual d'Itàlia derivada de la seva pròpia tradicions, i no de les influències estrangeres. Aquest tema es va repetir contínuament durant el Risorgimento, sobretot per Vincenzo Gioberti.